# Barbus ksibi
Barbus ksibi là một loại cá vây tia đang bị nghi ngờ là loài riêng biệt trong họ Cyprinidae. Nó chỉ được tìm thấy ở Maroc.
Môi trường sống tự nhiên của chúng là các khu vực suối nước ngọt. Nó bị đe dọa do mất môi trường sống.
Việc phân loại loài này là chủ đề gây tranh cãi. Một số cho rằng B. ksibi là một loài riêng biệt còn một số khác lại cho chúng thuộc Algerian Barb (B. callensis).